# Schloss Steinhöfel

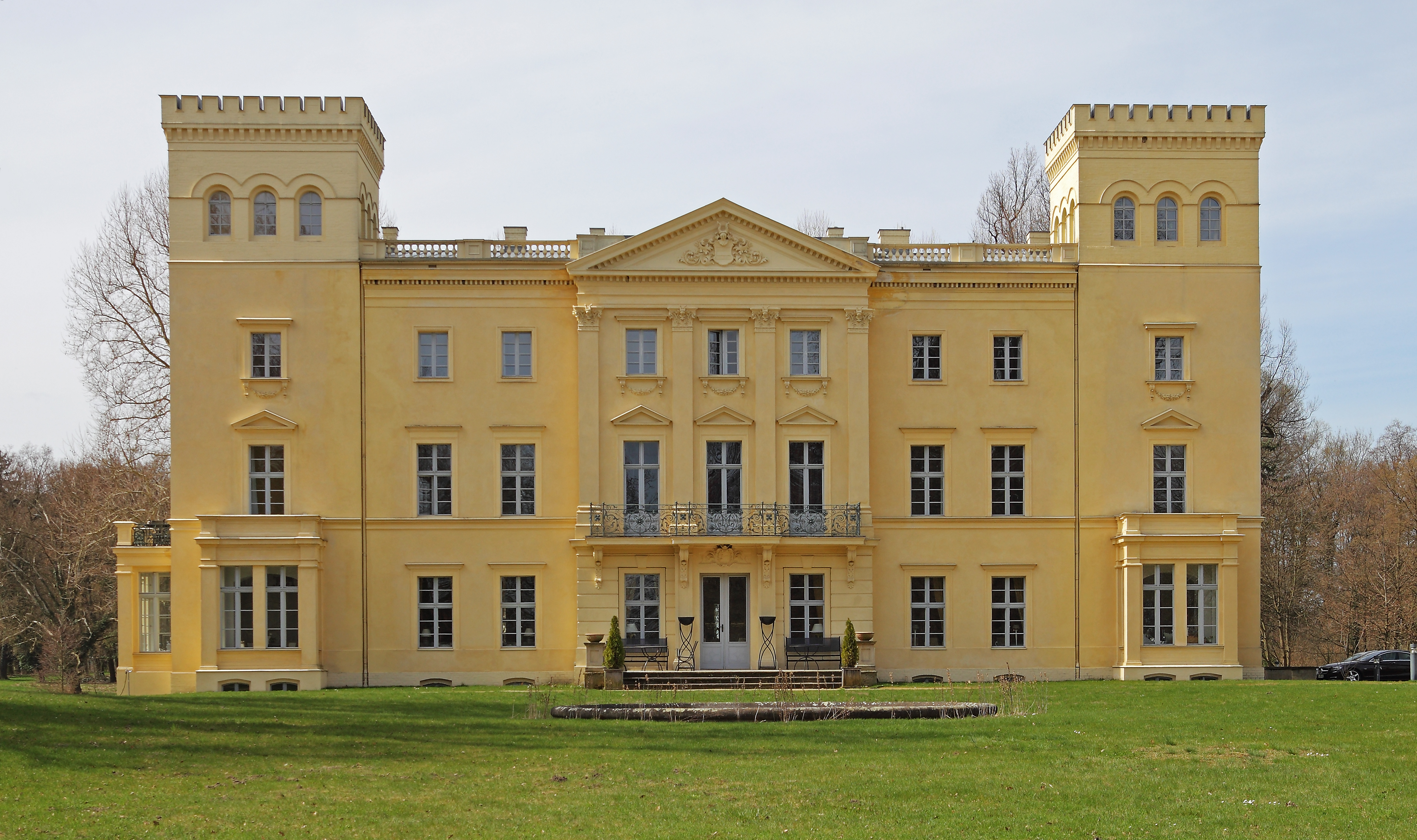
Das Schloss vom Park aus

Das Schloss Steinhöfel ist ein spätklassizistisches Schloss in der Gemeinde Steinhöfel im Landkreis Oder-Spree in Brandenburg. Mit seiner Parkanlage im englischen Stil zählt es heute wie schon früher zu den schönsten Adelssitzen in der Mark. Seine heutige Gestalt verdankt es der Familie von Massow, die es seit dem ausgehenden 18. Jahrhundert mehrfach erweiterte. Um das Jahr 2000 aufwendig restauriert, wird das Ensemble heute als denkmalgeschütztes Hotel genutzt.

## Geschichte

### Ältere Geschichte

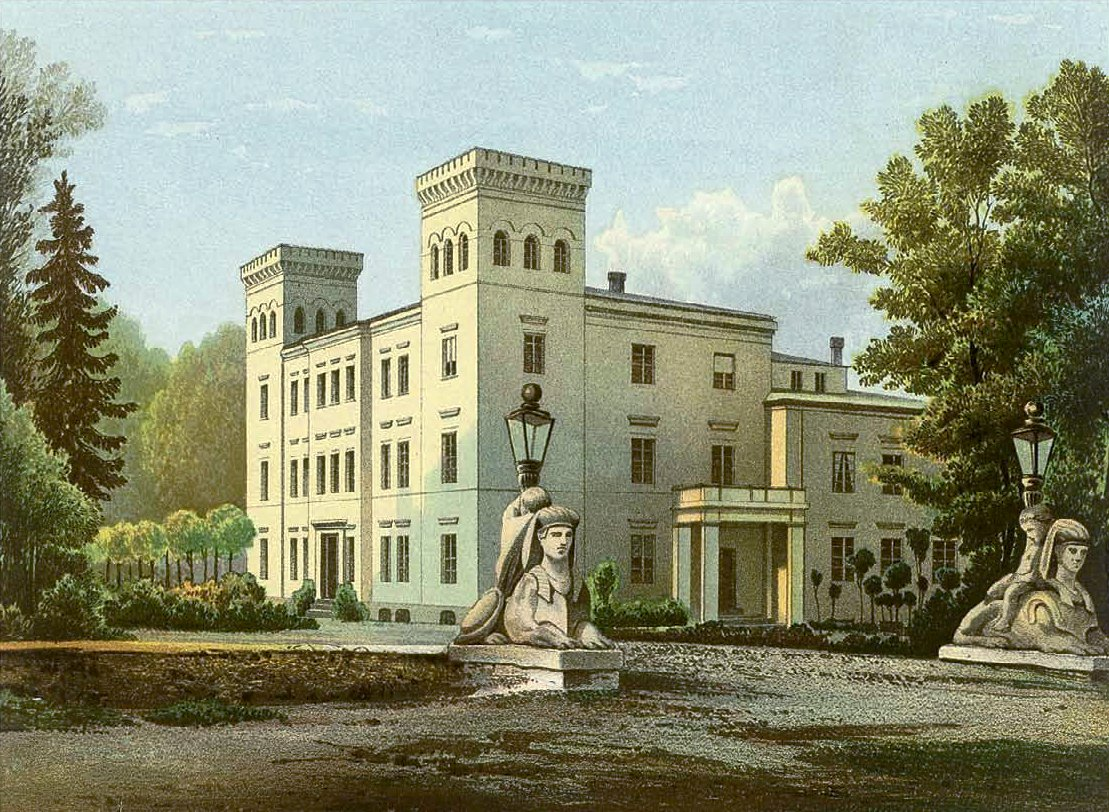
Schloss Steinhöfel um 1857/58, Sammlung Alexander Duncker

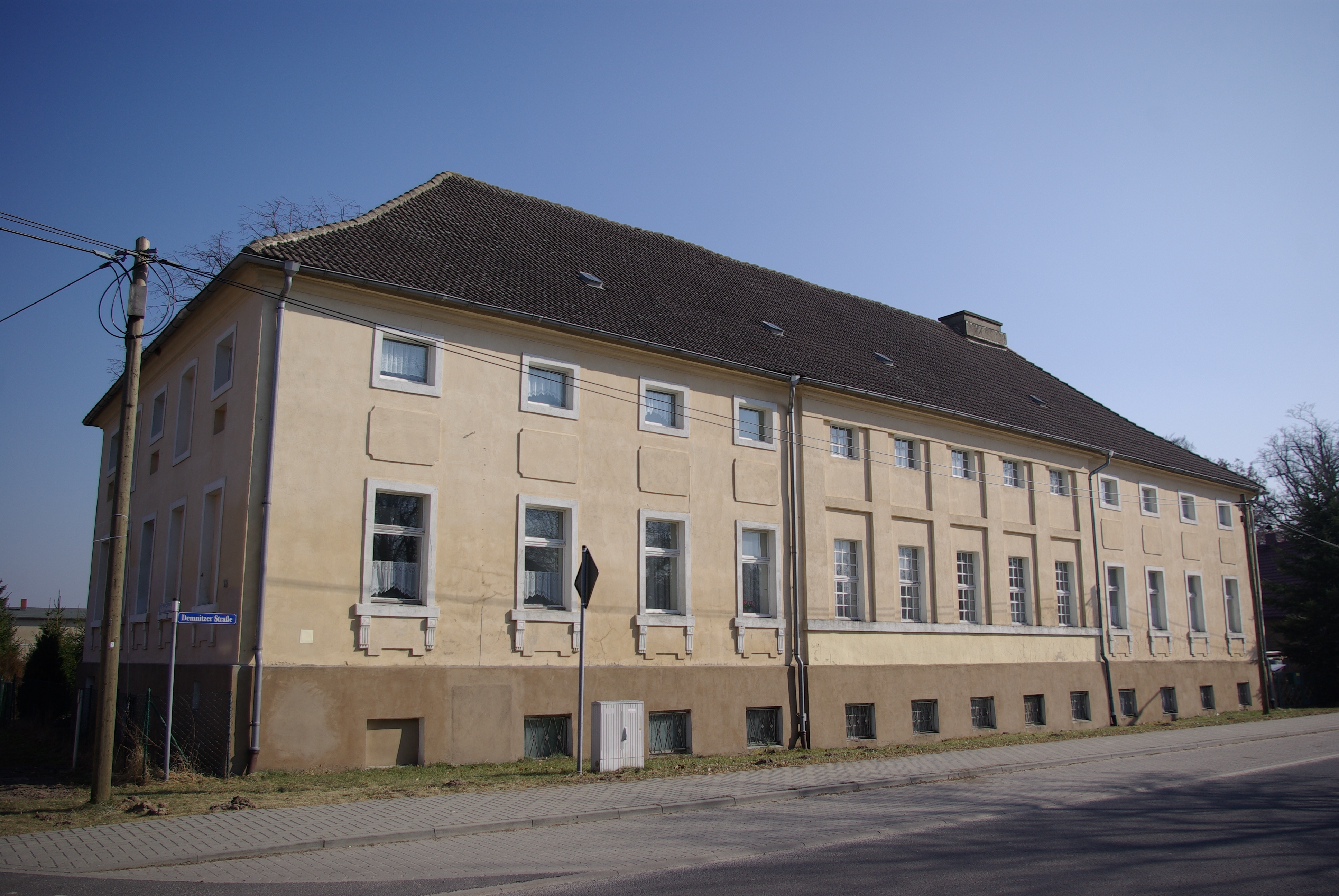
Gillys Amtshaus Steinhöfel weist Anklänge an das Aussehen des Schlosses nach 1795 auf

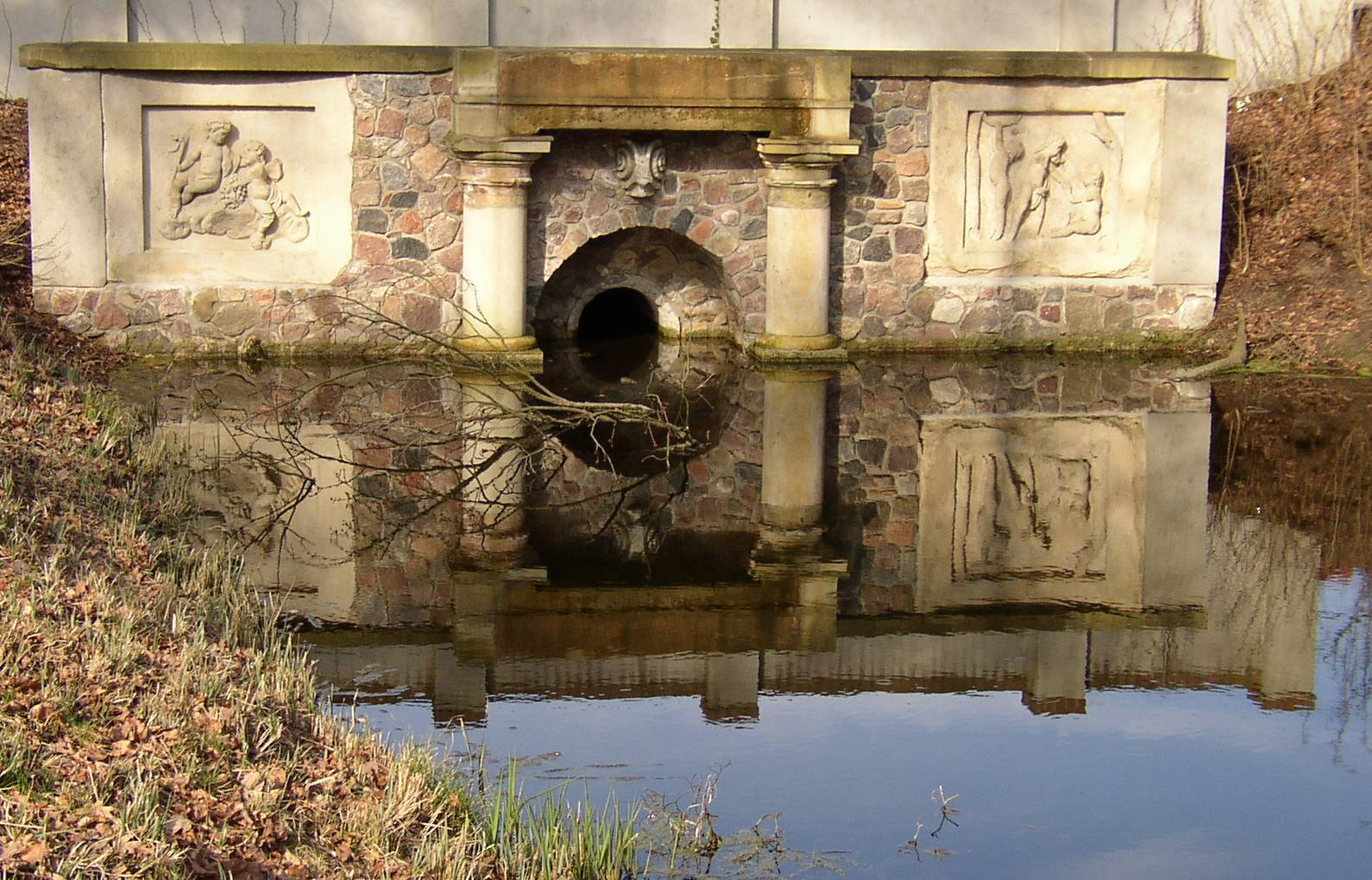
Zur Gartenarchitektur Gillys gehörte eine Quellfassung

Die Geschichte des Ensembles ist in einigen Phasen schlecht bezeugt und teilweise nur noch aus Zeugnissen der Kunstgeschichte nachweisbar. Etwa um 1730 errichtete die ortsansässige Familie von Wulffen, die auch ein Anwesen in Alt Madlitz besaß, ein Herrenhaus, den Grundbau des heutigen Schlosses. Ob ihr zu dieser Zeit bereits das benachbarte Tempelherrenschloss (bis 1949) in Tempelberg, gehörte, ist nicht geklärt. Im Siebenjährigen Krieg rastete Friedrich der Große kurz vor der Schlacht bei Kunersdorf mit seinem Stab im Park des Gutes. Im Jahr 1774 ging der Bau mit Dorf und Gut durch Verkauf für 65.000 Reichstaler an den Staatsminister Freiherr Joachim Christian von Blumenthal über.

### Im Besitz Valentin von Massows
Im Jahr 1790 erwarb es Valentin von Massow. Massow war Regimentskamerad des preußischen Kronprinzen Friedrich Wilhelm, der ihn wegen seines Kunstverstands schätzte. Massow, der später Oberhofmarschall des Kronprinzen wurde, ließ in den Jahren 1790 bis 1795 die vorhandene, märkische Herrenhausanlage in programmatischer Weise durch David Gilly, der seinen Sohn Friedrich Gilly zur Mitarbeit heranzog, im Stil des Frühklassizismus vollständig umbauen. Das „Mustergut“ Steinhöfel wurde zu einem „Initialbau der neuen künstlerischen, gärtnerischen und ökonomischen Ideen“, dessen Einfluss auf die folgende ländliche Bautätigkeit „nicht überschätzt werden kann“.
Das neunachsige, zweigeschossige Gutshaus erweiterte Gilly um zwei niedrige Seitenflügel. Der Hauptbau erhielt ein Mezzaningeschoss unter einem flachen Walmdach. Den Eingang betonte ein dreiachsiger, wenig hervortretender Mittelteil mit Pilastergliederung. Die Fensteröffnungen waren die glatte Fassade eingeschnitten. Der sonst übliche Hinweis auf Stand und Herkunft des Bauherren fehlte. Als einzige Schmuckelemente dienten Rosettenscheiben.
Die Wirtschaftsgebäude, die bis dahin gegenüber dem Herrenhaus gestanden hatten, wurden restlos abgerissen. An ihrer Stelle des entstand ein von einer Wiese umgebener, baumgesäumter, langgestreckter Teich, den am Ende als point de vue eine kleine Brücke überspannte, als Mitte einer Parkanlage. Das Ganze erschien nun als Verlängerung des Dorfangers. Zu betreten war der Park von dort durch ein von Gottfried Schadow mit zwei Sphingen flankiertes Portal. Das Schloss wirkte wie in den Park seitwärts hineingerückt und seine Hauptachse hatte nicht länger die übliche, herrschaftlich axiale Ausrichtung innerhalb der Guts- und Gartenanlage. Hinzu kamen im Park Gebäude der Gartenarchitektur, ein Tempel, genutzt als Bibliothek, ein Chinesisches Haus, eine Grotte, ein künstlicher Wasserfall und ein Vogelhaus. Mehrere Bauerngehöfte entlang des Angers und die Bauten des Wirtschaftshofs an dessen anderem Ende errichtete Gilly neu.
Der Kronprinz und die Kronprinzessin Luise, ab 1797 das preußische Königspaar, besuchten 1794 Massow in Steinhöfel. Ihnen gefiel die Schloss-, Dorf- und Parkanlage so gut, dass sie Massow baten, ihren erträumten Sommersitz durch die Gillys errichten zu lassen. Dies geschah ab 1797 mit Schloss Paretz.
Um 1820 und um 1840 veranlassten die Eigentümer Veränderungen, die Gillys Hauptbau unkenntlich machten. Vermutlich war Schinkel daran beteiligt. Theodor Fontane beschrieb Steinhöfel nach einem Besuch im Jahre 1862. Um 1880 ließen sie das Gebäude spätklassizistisch umbauen. Im Mittelteil des Gebäudes entstand ein Risalit mit Dreiecksgiebel, das Erdgeschoss wurde durch Putz gequadert. Vor den Mittelrisalit setzte man im ersten Obergeschoss einen Balkon, vor die Ecktürme am Erdgeschoss jeweils einen Erker.

### Im 20. Jahrhundert
Mit der Inbetriebnahme der Oderbruchbahn 1911 erhielt Steinhöfel eine Bahnstation. 1930 wurde das Gut für 725.000 Reichsmark an einen zahlungskräftigen Bauern verkauft.
Seit 1945 befand sich Steinhöfel in der Sowjetischen Besatzungszone. Im Zuge der Bodenreform wurde das Gut 1945 zugunsten der Gemeinde enteignet. Das bald baulich entstellte Schloss diente der Konsumgenossenschaft als Warenhaus und galt 1958 als „verwahrlost“, der Park als „durch Traktoren verwüstet, aber wenig abgeholzt“. Der Tiefbrunnen des ehemaligen Gutshofes wurde zum Standort eines kleinen Wasserwerks.

### Heute
Nach der deutschen Wiedervereinigung wurde das Schloss 1991 zunächst in Teilen äußerlich und ab 1992/93 auch mit Mitteln der Deutschen Stiftung Denkmalschutz restauriert.
Ab 2000 ließ die Brandenburgische Schlösser GmbH BSG als neue Besitzerin das Schloss vollständig restaurieren und für eine Nutzung als Hotel ausbauen. Seit 2019 stellte sie das Hotel und den Park zum Verkauf. Im Jahr 2021 erwarb der Berliner Arzt und Kunstsammler Thomas Pahlitzsch das Anwesen. Nach Angaben der beiden Gesellschafter der BSG, es sind die Deutsche Stiftung Denkmalschutz (DSD) und das Land Brandenburg, habe sie Pahlitzschs denkmalpflegerisches Konzept und die Zusicherung, dass die Parkanlage öffentlich zugänglich bleibt, überzeugen können.
Der Schlosspark von Steinhöfel ist auch heute von überregionaler Bedeutung. Das Schloss selbst bietet als Hotel etwa 50 Betten in etwa 25 teils herrschaftlichen und mit Parkblick gelegenen Zimmern, die im Hauptgebäude dem historischen Grundriss folgen.
Im Jahr 2010 diente das Schloss als Drehort der Abschlussfolge von Alisa – Folge deinem Herzen.